# Гусеница (Алиса в Стране чудес)
Гусеница (англ. Caterpillar) — персонаж книги Льюиса Кэрролла «Алиса в Стране чудес». Появляется в конце 4 главы, но основные события с Гусеницей происходят в следующей главе, которая так и называется: «Синяя Гусеница даёт совет» (в переводе Нины Демуровой). В Гусенице 3 дюйма (около 7,5 сантиметров) росту, что, по её собственному заявлению,— прекрасный размер.
В первые минуты встречи Алисе не нравится Гусеница, поскольку та не обращает на Алису никакого внимания, а после неучтиво разговаривает и задаёт трудные вопросы. Гусеница просит Алису прочесть стихотворение «Папа Вильям» (англ. «You are old, Father William»), из чего выходит довольно странное, как и всякие попытки прочесть стихотворение или вспомнить что-либо в Стране чудес, произведение. Гусеница объясняет Алисе, как можно вырастать и уменьшаться, откусывая с разных сторон от гриба, на котором сама Гусеница сидит.

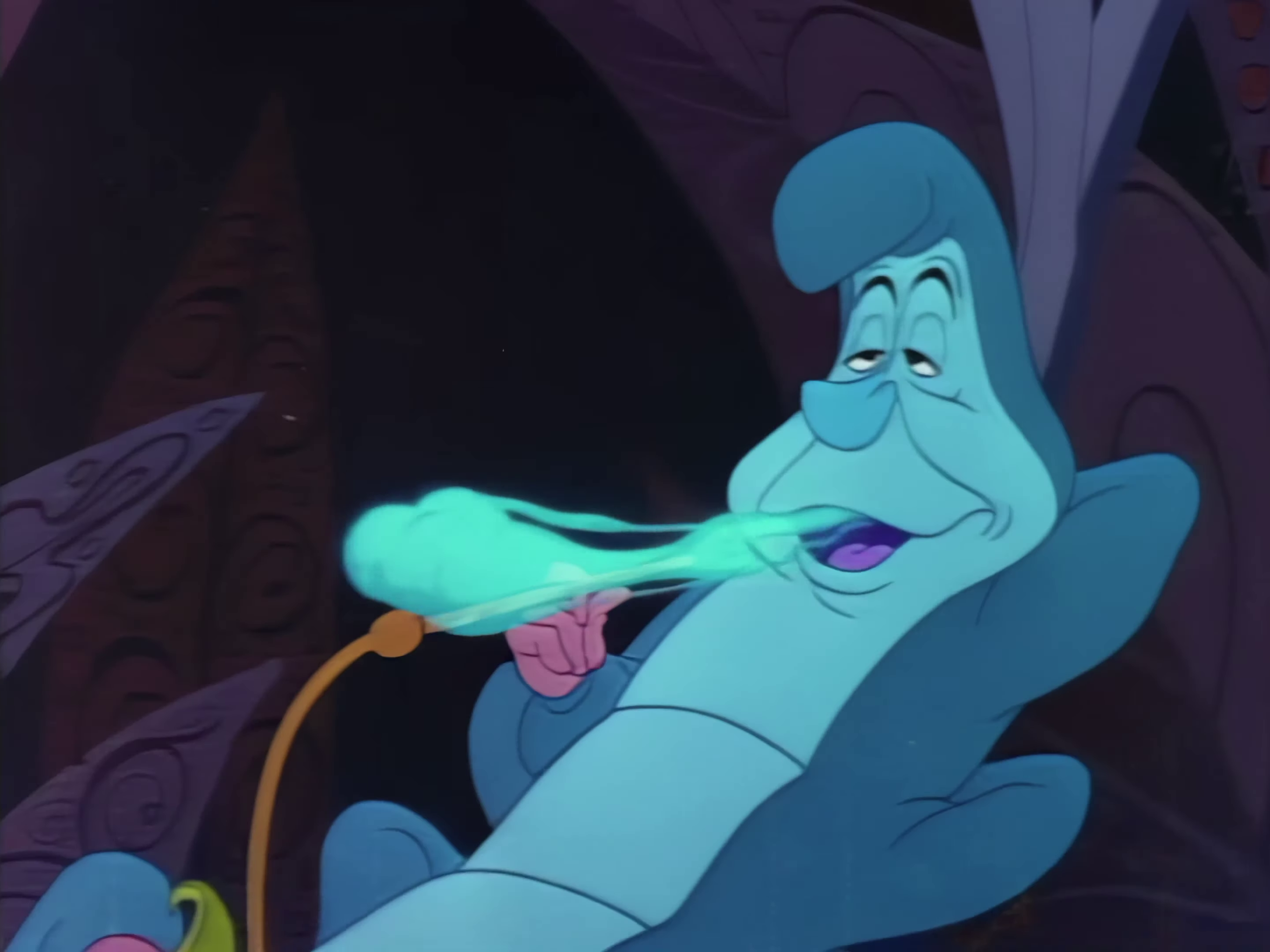
Скриншот из диснеевского мультфильма «Алиса в Стране чудес» (1951)

В диснеевском мультфильме 1951 года Гусеница — это синее существо, которое, как и на оригинальной иллюстрации Тенниела, курит кальян. При этом Гусеница выдыхает дым в лицо Алисе в форме букв «O», «R» и «U». Гусеница злой персонаж, который практически не помогает Алисе, игнорирует её, превращается в бабочку и улетает, не заботясь о том, сможет ли Алиса выбраться из Страны Чудес живой или нет.